# Kim Hyesoon
Kim Hyesoon   (Uljin County, 26 d'octubre de 1955) és una poeta feminista sud-coreana.

## Biografia
Kim Hyesoon nasqué a Uljin, a la província de Gyeongsang del Nord, a Corea del Sud. Es doctorà en literatura coreana en la Universitat Konkuk i es donà a conéixer com a poeta al 1979 amb la publicació de "Poeta fumant un cigarret" (Dambaereul piuneun siin) i quatre poemes més en l'obra Literatura i intel·lecte (Munhak kwa jisŏng). És una poeta important sud-coreana; viu a Seül, on ensenya escriptura creativa en l'Institut d'Arts. Forma part de l'avantguarda de les dones que publicaren en Literatura i intel·lecte.

## Obra
Kim Hyesoon fou reconeguda com a poeta a finals del 1990, i ella pensa que en part fou perquè en aquells dies hi havia una forta presència de dones poetes.
Ha guanyat premis literaris, com el Kim Soo-young de poesia (1997) pel seu poema "Una pobra màquina d'amor"; el Premi Sowol de poesia (2000) i el Premi Midang de poesia (2006). Kim Hyesoon fou la primera poeta que rebé el Premi Kim Soo-young de poesia, el Premi de Poesia Contemporània i el Premi Daesan de literatura.
Els seus reculls poètics inclouen: D'una altra estrela (1981), L'espantaocells posat pel meu pare (1984), L'infern d'una estrela (1987), El negatiu de nosaltres (1991), El meu Upanishad, Seül (1994), Una pobra màquina d'amor (1997), A l'encarregat de la fàbrica de calendaris (2000), Un got d'espill roig (2004), Tu primer (2008) i Pasta de dents de la tristesa, crema d'espill (2011).
Ha participat en recitals en festivals poètics de tot el món: Centre de Poesia Smith College (2003), Festival de Poesia de Taipei (2008), 41é Festival internacional de poesia de Rotterdam (2010), Festival de poesia de Berlín (2011), Parnàs de poesia de Londres (2012), etc.
La seua habilitat com a escriptora rau en la seua facilitat per a combinar imatges poètiques amb llenguatge experimental i alhora basar-se en una "escriptura de dones" que deriva de l'experiència. El seu llenguatge és violent i lingüísticament àgil, apropiat per als temes que sol tractar, com la mort o la injustícia. Moltes vegades la seua poesia mostra el color de la sang, com en Bebé vermell, Fluid embrionari vermell i Rosada vermella.

## Obres

### Obres en coreà (llista parcial)
- Tto tarŭn pyŏl esŏ (D'una altra estrela), Munhak kwa chisŏng sa, Seoul, 1981
- Abŏjiga seun hŏsuabi (L'espantaocells posat pel meu pare), Munhak kwa chisŏng sa, Seoul, 1985
- Ŏnŭ pyŏl ŭi chiok (L'infern d'una estrela), Ch’ŏngha Seoul, 1988. Reprinted by Munhakdongnae, 1997
- Uridŭl ŭi ŭmhwa (El negatiu de nosaltres), Munhak kwa chisŏng sa, Seoul, 1991
- Na ŭi up’anisyadŭ, Sŏul (El meu Upanishad, Seül), Munhak kwa chisŏng sa, Seoul, 1994
- Pulssanghan sarang kigye (Una pobra màquina d'amor), Munhak kwa chisŏng sa, Seoul, 1997
- Talyŏk kongjang kongjang jangnim poseyŏ (A l'encarregat de la fàbrica de calendaris), Munhak kwa chisŏng sa, Seoul, 2000
- Han chan ŭi pulgŭn kŏul (Un got d'espill roig), Munhak kwa chisŏng sa, Seoul, 2004
- Tangshin ŭi ch’ŏt (Tu primer), Munhak kwa chisŏng sa, Seoul, 2008
- Sŭlpŭmchiyak Gŏulcream (Pasta de dents de la tristesa, crema d'espill), Munhak kwa chisŏng sa, Seoul 2011

### Assaig
- Per a escriure com una dona: amant, pacient, poeta i tu (Seül: Munhakdongnae, 2002) - assaig sobre poesia